# 肩棘緣蝽
肩棘緣蝽（学名：Cletus trigonus），又名長肩棘緣蝽，为緣蝽科棘緣蝽屬下的一个种。